# Aikawa
Aikawa (愛川町, Aikawa-machi) est un bourg du district d'Aikō, dans la préfecture de Kanagawa au Japon.

## Géographie

### Situation
Aikawa est situé dans le nord de la préfecture de Kanagawa.

### Municipalités limitrophes
| Sagamihara | Sagamihara | Sagamihara |
| Kiyokawa   | Aikawa     | Atsugi     |
| Kiyokawa   | Atsugi     | Atsugi     |

### Démographie
Au 1er novembre 2013, la population d'Aikawa s'élevait à 40 911 habitants répartis sur une superficie de 34,29 km2. En juillet 2024, la population  était de 39 416 habitants.

### Climat
Aikawa a un climat subtropical humide caractérisé par des étés chauds et humides, et des hivers frais avec peu ou pas des chutes de neige. La température moyenne annuelle est de 13,4 °C. La pluviométrie annuelle moyenne est de 1 906 mm, septembre étant le mois le plus humide.

## Histoire
La bataille de Mimasetoge s'est déroulée en 1569 sur le territoire actuel d'Aikawa.
Le village moderne d'Aikawa est créé le 1er avril 1889. Il obtient le statut de bourg en 1940.